# Mardin
Mardin (kurdiska: Mêrdîn; syriska: ܡܪ̈ܕܝܢ, Merdīn) är en stad i sydöstra Turkiet, med 86 948 invånare i slutet av 2012. Staden ligger på ett berg, 1 083 meter över havet, och är administrativ huvudort för provinsen med samma namn.
Mardin var förr i tiden dominerad av en assyrisk/syriansk befolkning, men efter det assyriska folkmordet då ca 1 miljon människor dödades av Turkiet, år 1915, så har assyrierna/syrianerna trängts undan, och staden blivit dominerad av kurder.[källa behövs]

## Sport

### Fotboll
Det finns fyra lag från staden i högsta ligan, Turkish Amateur League:
- Mardinspor
- Mardin 1969 Spor